# Ptenopus carpi
Ptenopus carpi es una especie de gecko de la familia Gekkonidae. Es endémico del desierto de Namib en Namibia. 
Mide entre 5 y 10 cm y la cola mide alrededor de 2/3 partes de lo que mide el cuerpo. Su dorso es color crema con bandas transversales marrones y un moteado fino anaranjado. Su vientre es blanco. Los machos tienen la garganta amarilla y las hembras blanca.
Es nocturno y terrestre. Habitan en pequeñas madrigueras excavadas en zonas de grava. Realizan una serie de chasquidos con la boca a modo de vocalización. Si se siente amenazado puede elevar su cuerpo, expandir sus garganta y bufar y chascar la mandíbula. También son capaces de pegarse contra el suelo y de esa manera utilizar su camuflaje para no ser detectados.